# جایزه بزرگ کانادا ۱۹۸۱
جایزه بزرگ کانادا ۱۹۸۱ (انگلیسی: ‎1981 Canadian Grand Prix‎) یک مسابقهٔ موتوری در رشتهٔ اتومبیل‌رانی فرمول یک بود که در تاریخ ۲۷ سپتامبر ۱۹۸۱ در پیست ژیل ویلنوو واقع در مونترآل، کبک، کانادا برگزار شد. این گراند پری در میان ۱۵ گراند پری در فصل ۱۹۸۱، مسابقهٔ شمارهٔ ۱۴ بود.
در این مسابقه که قرار بود در ۷۰ دور و به مسافت ۳۰۸٫۷۰۰ کیلومتر (۱۹۱٫۸۱۷ مایل) برگزار شود، پول پوزیشن توسط نلسون پیکه کسب شد و سریع‌ترین زمان برای طی یک دور پیست که برابر با ۱:۳۹٫۴۷۵ بود نیز توسط جان واتسون به ثبت رسید. این مسابقه پیش از پایان دورهای برنامه‌ریزی‌شده، در دور ۶۳ و پس از طی مسافت ۲۷۷٫۸۳۰ کیلومتر (۱۷۲٫۶۳۶ مایل) متوقف شد.
ژاک لافیت از تیم تالبوت لیجیه-ماترا، جان واتسون از تیم مک‌لارن-فورد و ژیل ویلنوو از تیم فراری به‌ترتیب مقام‌های اول تا سوم مسابقه را کسب کردند.

## رده‌بندی قهرمانی پس از مسابقه
| جایگاه | راننده        | امتیاز |
| ------ | ------------- | ------ |
| ۱      | کارلوس روتمان | ۴۹     |
| ۲      | نلسون پیکه    | ۴۸     |
| ۳      | ژاک لافیت     | ۴۳     |
| ۴      | آلن پروست     | ۳۷     |
| ۵      | آلن جونز      | ۳۷     |
| منبع:  |               |        |

| جایگاه | سازنده             | امتیاز |
| ------ | ------------------ | ------ |
| ۱      | ویلیامز-فورد       | ۸۶     |
| ۲      | برابام-فورد        | ۵۹     |
| ۳      | رنو                | ۴۸     |
| ۴      | تالبوت لیجیه-ماترا | ۴۳     |
| ۵      | فراری              | ۳۴     |
| منبع:  |                    |        |

یادداشت
- تنها پنج جایگاه نخست از هر رده‌بندی نمایش داده شده است.